# Occator

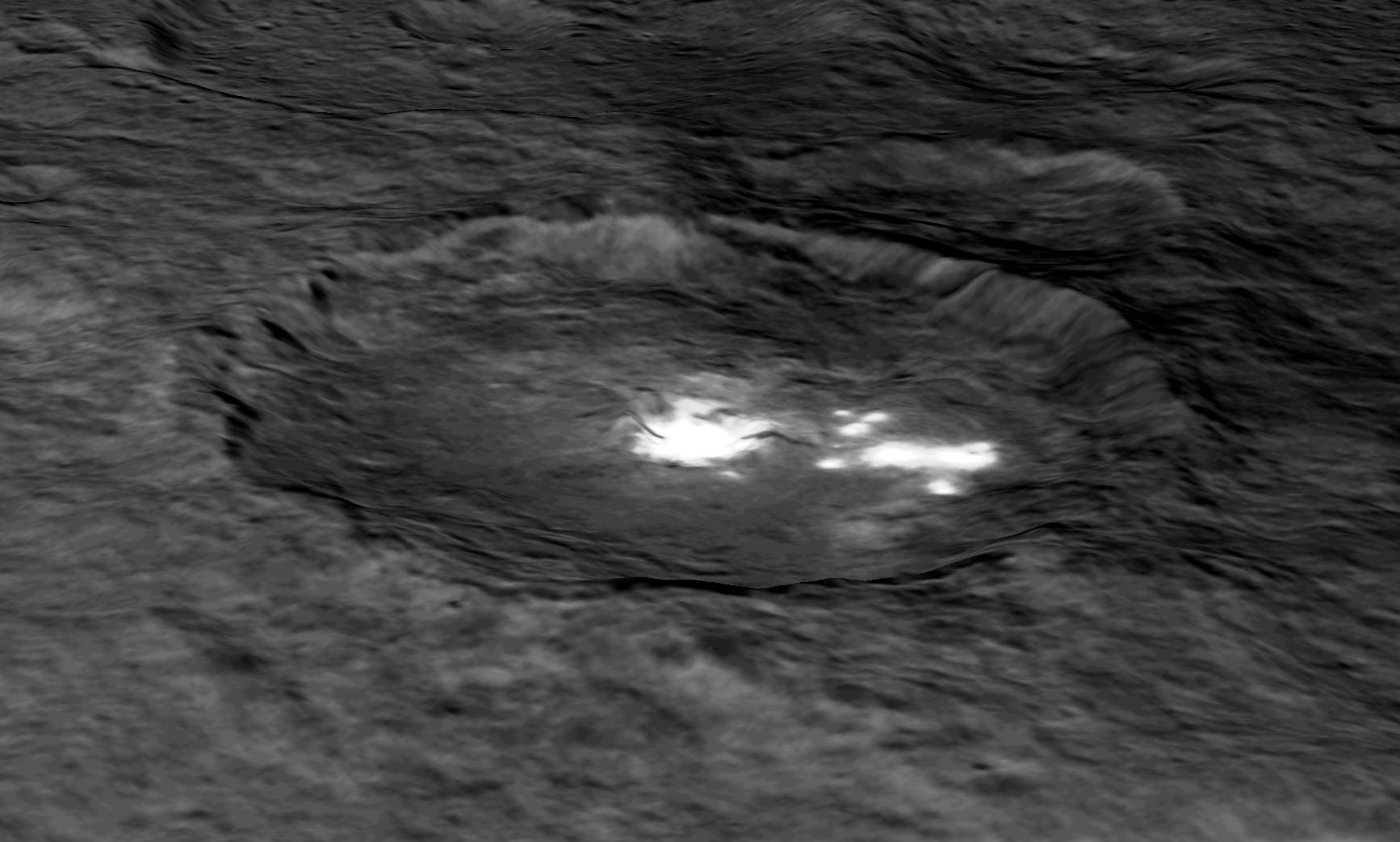
Imatge del cràter.

Occator és un cràter sobre la superfície del planeta nan Ceres, situat amb el sistema de coordenades planetocèntriques a 25.43 ° de latitud nord i 245.16 ° de longitud est. Fa un diàmetre de 92 km. El nom va ser fet oficial per la UAI el tres de juliol del 2015 i fa referència a Occator, un dels ajudants de la deessa Ceres, que s'ocupava de llaurar, de la mitologia romana.